# Cuore esicasta
Cuore Esicasta è il dodicesimo album del gruppo italiano Casa, pubblicato nel 2024.

## Il disco
Cuore Esicasta, composto, arrangiato e prodotto da Filippo Bordignon e Giulio Pastorello, è un concept album basato sui racconti e gli scritti attribuiti ai Padri del deserto e alle principali figure della Mistica renana. L’album è stato registrato, editato, missato e masterizzato da Pastorello tra gennaio 2023 e giugno 2024 presso lo studio La Casa dell’Orsa di Vicenza. Nelle note interne dell’album Bordignon ha dichiarato di aver realizzato le basi musicali per i brani masterizzando su compact disc dei file audio con canzoni dei bluesman Bobby Grant, Eddie Anthony e Lane Hardin; successivamente, le canzoni vennero suonate su un impianto Hi-Fi; durante la riproduzione dei brani, il musicista batté costantemente i pugni sul piano d’appoggio, così da provocare una serie di errori di lettura, e registrò la risultante, che servì da punto di partenza per l’elaborazione delle composizioni. È stato realizzato il videoclip del brano Meister da Massimo Dal Lago.

## Tracce
1. La Gnosi del Cipresso - 4:00
2. Sorelle Di Bingen - 3:36
3. Meister - 3:48
4. Angelus Silesius Nella Gerusalemme Celeste - 3:41
5. A Czepko - 3:36
6. A Suso - 3:50
7. A Tauler - 3:41
8. L’Attimo Increato - 3:42
9. Luce Taborica - 4:02
10. Deserto Paterno - 7:35
11. Il Cielo Al Di Sotto - 3:21

## Formazione
- Filippo Bordignon - sintetizzatore, field recording, arrangiamento, elettronica, marimba, pianoforte
- Giulio Pastorello - field recording, arrangiamento, basso elettrico
- Nando Bertelli - chitarra acustica in La Gnosi Del Cipresso
- Luca Nardon - kalimba in Sorelle Di Bingen
- Rossana Trentin - campana tibetana in Meister
- Elisa Dal Bianco - sega musicale in Angelus Silesius Nella Gerusalemme Celeste
- Mauro Spanò - sintetizzatore in A Tauler
- Giuseppe Dal Bianco - didgeridoo e flauto in L’Attimo Increato
- Gastone Bortoloso - tromba in Luce Taborica
- Luca Brunello - batteria in Deserto paterno
- Luigi Turra - elettronica in Deserto paterno
- Matteo Scalchi - chitarra elettrica  e basso elettrico in Deserto paterno
- Anna Zago - voce in Deserto paterno
- Aristide Genovese - voce in Deserto paterno
- Piergiorgio Piccoli - voce in Deserto paterno
- Matvey Smirnov - voce in Il Cielo Al Di Sotto